# Monosporascus eutypoides
Monosporascus eutypoides är en svampart som först beskrevs av Franz Petrak, och fick sitt nu gällande namn av Arx 1976. Monosporascus eutypoides ingår i släktet Monosporascus, ordningen kolkärnsvampar, klassen Sordariomycetes, divisionen sporsäcksvampar och riket svampar.   Inga underarter finns listade i Catalogue of Life.